# The Driver Era
The Driver Era é uma banda/duo musical americano de música alternativa composto pelos irmãos ex-membros da banda R5, Rocky Lynch e Ross Lynch.
Foi formada oficialmente a 1º de Março de 2018, um álbum lançado e uma digressão pelos EUA.

## História

### 2018-2019: De R5 a The Driver Era e primeiro álbum
No dia 1º de Março de 2018, as redes sociais da banda R5 tiveram o seu nome trocado para "The Driver Era", assim como todas as publicações eliminadas. No dia 2 de Março, foi confirmado que "The Driver Era" se tratava de uma nova banda na qual Ross e Rocky tomavam o controlo principal. No mesmo dia foram publicados vídeos promocionais do seu primeiro single, "Preacher Man", a ser lançado dia 16 de Março. Até ao fim de 2018 foram lançados mais 2 singles: "Afterglow" e "Low".
Depois de terem tocado em vários festivais de música alternativa e após o término das gravações da segunda parte de "The Chilling Adventures of Sabrina", série na qual Ross atua, os The Driver Era anunciaram a sua primeira tour pelos Estados Unidos, com início a 13 de Março de 2019, em Boston. A 11 de Março anunciaram também um novo single, "Feel You Now", com lançamento previsto para dia 29 do mesmo mês nas plataformas digitais, que foi seguido pelo lançamento de "Welcome To The End Of Your Life", o quinto single da banda, a 26 de Abril.
Em Maio de 2019, os irmãos revelaram planos para o lançamento de um EP ou álbum num futuro próximo, incluindo músicas que já tinham sido tocadas em tour (e ainda não lançadas) e também algumas inéditas. Logo no mês seguinte foi anunciado o lançamento de "X", o primeiro álbum da banda, através de uma contagem decrescente no seu site oficial. O álbum foi lançado dia 28 de Junho em todas as plataformas digitais, e contou também com todos os singles lançados antes do lançamento do álbum. Em 14 de Junho, "Nobody Knows" foi lançada como single promocional (apenas no iTunes e Google Play Music) para quem fez a pré-reserva do álbum.

### 2020-2021: Turnê Mundial (ADIADA) e novo álbum
A primeira turnê mundial da The Driver Era estava marcada para iniciar no início de Abril de 2020, mas com o novo coronavírus se espalhando, formando uma pandemia na Terra, a turnê foi remarcada para o fim do verão americano entre junho e agosto de 2020. Em uma entrevista no ano passado, a duo musical informou ao canal de televisão que gostariam de lançar o próximo álbum antes de iniciar a turnê mundial. Em março, a The Driver Era anunciou duas músicas novas chamadas "OMG Plz Don’t Come Around e Flashdrive", lançadas em 2 de Abril de 2020. Ao longo do ano, foram lançados mais 3 singles: "Take Me Away", "Places" e "Fade".
Em julho de 2021 o grupo lança um novo single, "Heaven Angel", e anuncia o lançamento do segundo álbum de estúdio para o final do mesmo ano - contendo várias das músicas que tinham vindo a ser mostradas nos anos anteriores.

## Música
Os The Driver Era são muito caracterizados pelo seu estilo eclético de composição e produção nas músicas. O seu estilo varia muito entre o indie rock, pop alternativo e pop rock, embora os membros digam que não têm nenhum género fixo em concreto. 

## Influência musical
A banda citou algumas referências mais antigas, como The Beatles, The Rolling Stones, Michael Jackson, Bruce Springsteen, Elvis Presley, The Beach Boys, INXS, Jimi Hendrix, Led Zeppelin, Prince e Queen. Também citaram McFly, The Killers, Neon Trees, Walk the Moon, Maroon 5, Jack White, Bruno Mars e The Script, e, mais recentemente, Dua Lipa e Calvin Harris.

## Discografia

### Álbuns de Estúdio
| Title          | Album details |
| -------------- | --- |
| X              | - Lançado: 28 de junho de 2019 - Formato: Download digital, streaming - Gravadora: BMG                                 |
| Girlfriend     | - Lançado: 15 de outubro de 2021 - Formato: CD, download digital, streaming, LP, cassete - Gravadora: BMG              |
| Summer Mixtape | - Lançado: 16 de setembro de 2022 - Formato: CD, download digital, streaming, vinyl, cassette - Gravadora: TOO Records |

### EP(Extended plays)
| EPs               | Detalhes                                                                                 |
| ----------------- | ---------------------------------------------------------------------------------------- |
| Some Remixes of X | - Lançado: 8 de dezembro de 2020 - Formato: Download digital, streaming - Gravadora: BMG |

### Singles
| Músicas                           | Ano  | Álbum      |
| --------------------------------- | ---- | ---------- |
| "Preacher Man"                    | 2018 | X          |
| "Afterglow"                       | 2018 | X          |
| "Low"                             | 2018 | X          |
| "Feel You Now"                    | 2019 | X          |
| "Welcome to the End of Your Life" | 2019 | X          |
| "A Kiss"                          | 2019 | Girlfriend |
| "Forever Always"                  | 2019 | Girlfriend |
| "OMG Plz Don't Come Around"       | 2020 | Girlfriend |
| "flashdrive"                      | 2020 | Girlfriend |
| "Take Me Away"                    | 2020 | Girlfriend |
| "Places"                          | 2020 | Girlfriend |
| "Fade"                            | 2020 | Girlfriend |
| "Heaven Angel"                    | 2021 | Girlfriend |
| "#1 Fan"                          | 2021 | Girlfriend |

## Membros
- Ross Lynch (2018–presente)
- Rocky Lynch (2018–presente)

### Em concertos ao vivo
- Ross Lynch (2018–presente) - Vocais, guitarra rítmica
- Rocky Lynch (2018–presente) - Vocais, guitarra elétrica
- Riker Lynch (2018–presente) - Vocais de apoio, baixo elétrico
- Rydel Lynch (2018–presente) - Vocais de apoio, teclado
- Ellington Ratliff (2018–2020) - Ex-vocalista de apoio, ex-baterista da banda
- Chase Meyer (2020–presente) - Baterista, percussão

## Digressões
- 2019: The Driver Era Live!

## Turnês
A primeira tour dos TDE foi anunciada a 15 de Janeiro de 2019, e teve início a 13 de Março do mesmo ano. Quando se deu o início da tour, a banda contava apenas com 3 singles lançados, pelo que foram tocadas algumas músicas inéditas na época.

### Abertura
- Public (13-18 de Março; 9-20 de Abril)
- Moontower (25 de Março – 6 de Abril)

### Setlist
1. “Feel You Now”
2. “Nobody Knows”
3. “Afterglow”
4. “Give You What You Want”
5. “Can’t Take My Eyes Off of You” (Frankie Valli cover)
6. “Scared of Heights”
7. “Stop, Don’t Move” (trocada por “Loud” e “Wishin’ I Was 23”, dos R5, em alguns concertos)
8. “San Francisco”
9. “Never Tear Us Apart” (INXS cover)
10. “Natural”
11. “Red Velvet” (R5 cover)
12. “Welcome to the End of Your Life”
13. “Low”
14. “Preacher Man”
15. “Did You Have Your Fun?” (R5 cover)

## Ao vivo
Para além de pequenos concertos acústicos, a banda foi chamada para atuar ao vivo em alguns festivais, como "The End Summer Camp" (11 de Agosto) e "Made In America" (1 de Setembro). Nas atuações ao vivo, todos os restantes membros da banda R5 (Ellington, Rydel e Riker) estão presentes em palco, a tocar os respetivos instrumentos, juntamente com Ross e Rocky.
A 15 de Janeiro de 2019, os The Driver Era anunciam a tour "The Driver Era Live!", que passará apenas pelos Estados Unidos. Terá início a 13 de Março em Boston e terminará a 20 de Abril, em Carrboro. Quando questionados acerca de uma tour Europeia ou mundial, o Ross e o Rocky referem que estão dependentes das gravações de "The Chilling Adventures Of Sabrina", por parte do Ross.